# Balinci (Szentmiklós)
Balinci falu Horvátországban Verőce-Drávamente megyében. Közigazgatásilag Szentmiklóshoz tartozik.

## Fekvése
Verőcétől légvonalban 36, közúton 40 km-re délkeletre, községközpontjától 5 km-re nyugatra, Nyugat-Szlavóniában, a Drávamenti-síkságon, az Atyináról Szentmiklósra menő út mentén, Ćeralije és Četekovac között, a Voćinska-patak bal oldali mellékvize, a Slabosčina-patak partján fekszik.

## Története
A település a 16.-17. században keletkezett Boszniából érkezett pravoszláv vlachok betelepítésével, akik a környező földeket művelték meg. A térség többi településével együtt 1684-ben szabadult fel a török uralom alól. A lakosság részben helyben maradt. 1698-ban „Ballinczy” néven 5 családdal szerepel Szlavónia felszabadított településeinek összeírásában. A felszabadítás után előbb kamarai birtok volt, majd 1703-ban királyi adományként a vocsini uradalommal Caraffa di Stigliano gróf kapta, aki még az évben elhunyt. A birtokot felesége és fia Carlo Otto örökölte, aki a kincstárnak adta el.
Az első katonai felmérés térképén „Dorf Balinczi” néven találjuk. Lipszky János 1808-ban Budán kiadott repertóriumában „Balincze” néven szerepel. Nagy Lajos 1829-ben kiadott művében „Balincze” néven 27 házzal, 2 katolikus és 214 ortodox vallású lakossal találjuk.
1857-ben 215, 1910-ben 146 lakosa volt. A 19. század második felében akkori ura a Jankovich család a Dél-Dunántúlról magyar ajkú családokat telepített ide. 1910-ben a népszámlálás adatai szerint lakosságának 80%-a magyar, 8%-a horvát, 5%-a német anyanyelvű volt. Verőce vármegye Szalatnoki járásának része volt. Az első világháború után 1918-ban az új szerb-horvát-szlovén állam, majd később (1929-ben) Jugoszlávia része lett. 1991-ben lakosságának 49%-a horvát, 47%-a szerb nemzetiségű volt. 2011-ben 70 lakosa volt.

## Lakossága
| Lakosság változása | Lakosság változása | Lakosság változása | Lakosság változása | Lakosság változása | Lakosság változása | Lakosság változása | Lakosság változása | Lakosság változása | Lakosság változása | Lakosság változása | Lakosság változása | Lakosság változása | Lakosság változása | Lakosság változása | Lakosság változása |
| ------------------ | ------------------ | ------------------ | ------------------ | ------------------ | ------------------ | ------------------ | ------------------ | ------------------ | ------------------ | ------------------ | ------------------ | ------------------ | ------------------ | ------------------ | ------------------ |
| 1857               | 1869               | 1880               | 1890               | 1900               | 1910               | 1921               | 1931               | 1948               | 1953               | 1961               | 1971               | 1981               | 1991               | 2001               | 2011               |
| 215                | 68                 | 102                | 141                | 162                | 146                | 44                 | 318                | 450                | 538                | 469                | 434                | 318                | 295                | 93                 | 70                 |

(1910-ig településrészként. 1857-ben Četekovac lakosságával együtt.)

## Nevezetességei
Szent György tiszteletére szentelt fa haranglába 1974-ben épült.